# Вилвершајд
Вилвершајд (њем. Willwerscheid) општина је у њемачкој савезној држави Рајна-Палатинат. Једно је од 107 општинских средишта округа Бернкастел-Витлих. Према процјени из 2010. у општини је живјело 63 становника. Посједује регионалну шифру (AGS) 7231132.

## Географски и демографски подаци
Вилвершајд се налази у савезној држави Рајна-Палатинат у округу Бернкастел-Витлих. Општина се налази на надморској висини од 440 метара. Површина општине износи 2,5 km². У самом мјесту је, према процјени из 2010. године, живјело 63 становника. Просјечна густина становништва износи 26 становника/km².